# Radi Najdenow (dyplomata)
Radi Najdenow, bułg. Ради Найденов (ur. 24 sierpnia 1962 w Sofii) – bułgarski dyplomata, ambasador w Austrii, Niemczech i Szwajcarii, w 2017 minister spraw zagranicznych.

## Życiorys
Wnuk Radiego Najdenowa, działacza BZNS, w latach 40. i 50. ministra sprawiedliwości. W 1989 ukończył studia z zakresu stosunków międzynarodowych na Uniwersytecie Gospodarki Narodowej i Światowej. W 1992 dołączył do bułgarskiej dyplomacji. Pracował w ambasadzie w Szwajcarii, a od 1999 jako pierwszy sekretarz ambasady w Niemczech.
W 2001 powołany na stanowisko wiceministra obrony, w latach 2002–2005 był szefem gabinetu politycznego premiera Symeona Sakskoburggotskiego. W 2005 został ambasadorem Bułgarii w Austrii. W 2011 powrócił do resortu spraw zagranicznych jako stały sekretarz ministerstwa. W 2012 otrzymał nominację na ambasadora w Niemczech.
W styczniu 2017 mianowany ministrem spraw zagranicznych w przejściowym gabinecie Ognjana Gerdżikowa. Zakończył urzędowanie w maju 2017 wraz z całym rządem. Powrócił na poprzedniej stanowisko, kończąc misję dyplomatyczną w Niemczech w 2018. W 2019 mianowany ambasadorem w Szwajcarii, akredytowano go również w Liechtensteinie.